# ارمان (زلاغي الشرقي)
ارمان (بالفارسية: ایرمان) هي منطقة سكنية تقع في إيران في قسم زلاغي الشرقي الریفي. يقدر عدد سكانها بـ 49 نسمة .